# Nectopsyche thallina
Nectopsyche thallina är en nattsländeart som först beskrevs av Navás 1922.  Nectopsyche thallina ingår i släktet Nectopsyche och familjen långhornssländor. Inga underarter finns listade i Catalogue of Life.